# Swim Good
Swim Good è un singolo del cantante statunitense Frank Ocean, pubblicato il 18 ottobre del 2011 come secondo estratto dal mixtape Nostalgia, Ultra.

## Tracce
1. Swim Good – 4:17